# سلسلة جبال كوتيناي
تُعد 'سلسلة كوتناي، والمعروفة أيضًا باسم السلاسل الغربية، أحد الأقسام الثلاثة الرئيسية في سلسلة كونتيننتال التي تضم النصف الجنوبي من جبال الروكي الكندية، أما القسمان الفرعيان الآخران فهما سلاسل فرونت وسلاسل بارك (وهي أكبر التجمعات). تقع سلسلة كوتناي بين نهر بول (شرقا) ومدينة جولدن، كولومبيا البريطانية (غربا) وجنوب ممر ركل الحصان، وهي مركز منبع نهر كوتناي.